# Laureana Ferrari
Laureana Ferrari de Olazábal (Mendoza, 1803-Buenos Aires, 1870) fue una patriota argentina, esposa de Manuel Olazábal, uno de los principales comandantes del Ejército de los Andes. Es considerada una de las Patricias Argentinas, especialmente por su participación en la confección de la bandera del ejército libertador.

## Biografía
Laureana Ferrari nació en Mendoza, Virreinato del Río de la Plata (Argentina) el 4 de julio de 1803, hija de Joaquín Ferrari y María del Rosario Salomón.
Su padre adhería a la causa patriota y tanto el general José de San Martín como Remedios de Escalada eran huéspedes habituales de su hogar.
Laureana Ferrari se destacaba entre las jóvenes de la ciudad cuyana por su patriotismo y se convirtió en amiga íntima de Remedios de Escalada.
En su casa se reunieron para la cena de Navidad de 1816 con la presencia de San Martín y su familia, sus principales oficiales y otros vecinos de la ciudad. En esa ocasión San Martín solicitó en un brindis que las damas cuyanas confeccionasen la bandera para el ejército de los Andes, a lo que las presentes, Laureana Ferrari, Dolores Prats de Huisi, Margarita Corbalán, Mercedes Álvarez Morón se comprometieron a realizar antes del día de reyes.

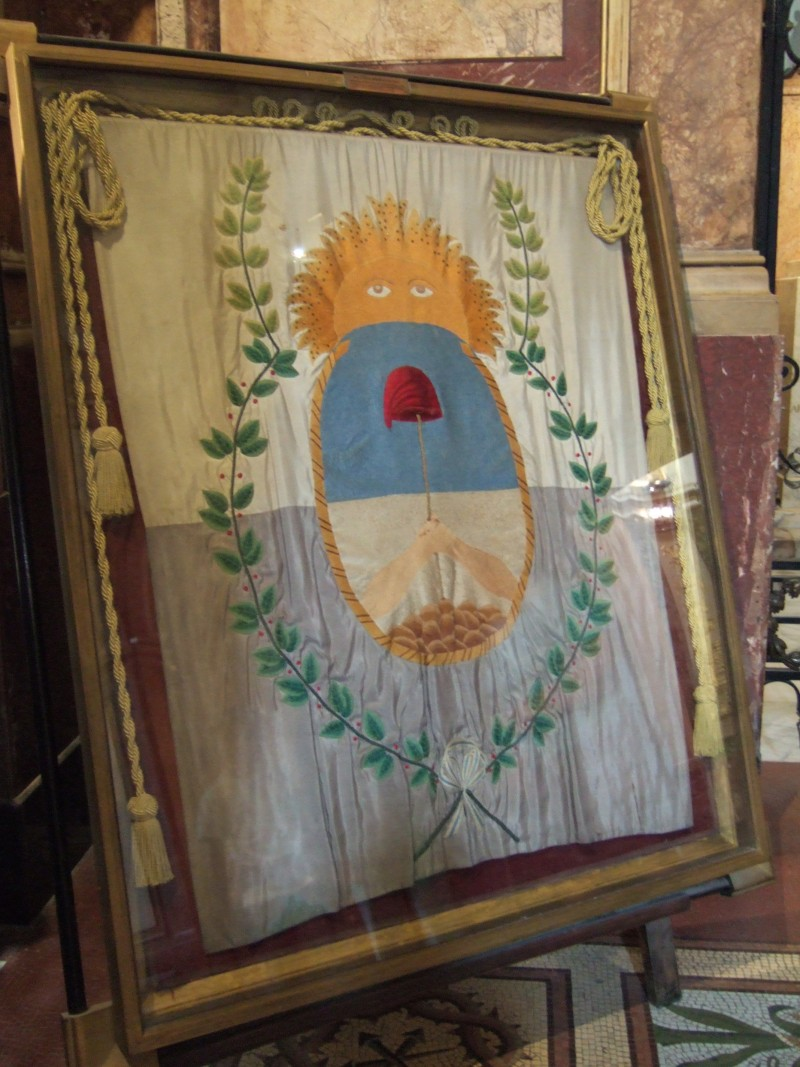
Bandera del Ejército de los Andes.

Laureana Ferrari acompañó a Remedios a comprar el género necesario. La bandera se hizo en su casa y luego de cuatro días y sus noches pudieron terminarla antes de la fecha comprometida.
De dos abanicos de su propiedad y una roseta de la madre sacó las lentejuelas de oro y varios diamantes que adornaron el escudo.
Actualmente la Bandera original del Ejército de los Andes se encuentra conservada en el Memorial construido a tal fin por el Gobierno de Mendoza, en el Barrio Cívico, al frente de la Casa de Gobierno, en la Ciudad de Mendoza. 

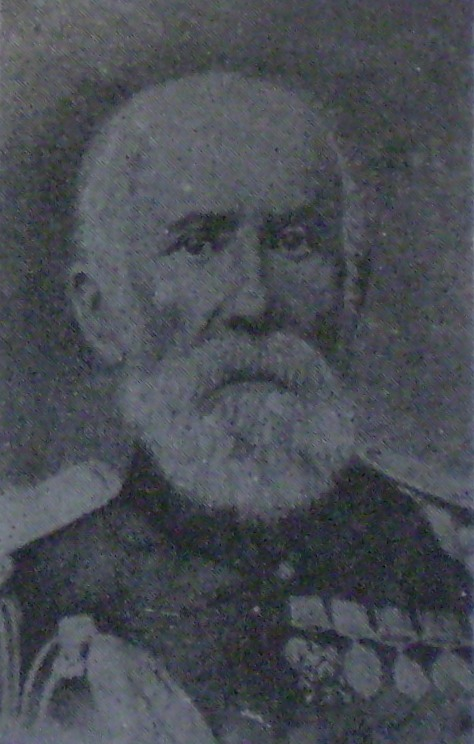
Manuel Olazábal.

San Martín solicitó personalmente la mano de Laureana Ferrari en nombre de su oficial Manuel Olazábal y fue su padrino de boda en 1819, así como del primero de sus hijos.
En el transcurso de las guerras civiles argentinas su esposo sufrió el destierro en diversas oportunidades y sus hijos actuaron en uno y otro bando.
Murió en Buenos Aires el 6 de septiembre de 1870. Fue enterrada en el Cementerio de la Recoleta, siendo su esposo enterrado junto a ella al morir dos años después en 1872.
El retrato de las cinco damas que colaboraron en la confección de la bandera de los Andes, entre ellos el suyo,  adornan las paredes del salón de la bandera del Palacio de Gobierno de Mendoza. Una calle de la ciudad de Mendoza, una escuela de su provincia natal y otra de la ciudad de Rosario llevan su nombre.
Una Escuela de la ciudad de Laguna Paiva, Provincia de Santa fe, lleva su nombre: E.E.T.P. N.º 691 "Laureana F. de Olazábal".
Una medalla emitida por la Sociedad Patricias Argentinas en 1910 a su memoria se conserva en el Museo de Arte Hispanoamericano Isaac Fernández Blanco.
Hay también una calle en El Palomar ( Partido de Morón, Provincia de Buenos Aires) en el límite con Caseros, se inicia en el final de Cafferatta y es cortada por Perdriel